# Португальська мова в Анголі
Португальська мова в Анголі (порт. Português de Angola, Português Angolano) — один з національних варіантів португальської мови, поширений в республіці Ангола, єдина офіційна мова республіки і найпоширеніша розмовна мова країни.
З усіх африканських країн Ангола є країною, де відсоток говорять португальською мовою, як рідною мовою є найвищим: по всій країні близько 71,15% з майже 25,8 мільйонів мешканців говорять вдома португальською мовою згідно з даними перепису населення, проведеного у 2014     .
Ангола є другою країною з найбільшою кількістю португаломовних людей у світі після Бразилії.

## Історія
В Анголу португальська мова проникла в XV столітті разом із португальськими мореплавцями, що заснували колонію Португальська Ангола. Самі португальці в Анголі загалом ніколи не були численні, становлячи менше 1% населення за даними на 1900. Тим не менш, на португальських фазендах в результаті міжрасових контактів виник змішаний клас мулатів (близько 3%), не такий численний як у Бразилії, але достатній для зміцнення позицій португальської у ролі міжнаціонального спілкування Анголи. Також, під час внутрішньоконтинентальної експансії письмовий португальський перетворився на основний засіб спілкування між роз'єднаними автохтонними племенами. Приплив португальських поселенців до столиці Анголи Луанду в 1940-1960-х призвів до подальшого зміцнення позицій португальської.

## Сучасні тенденції
Навіть після виходу з країни більшості португальців після здобуття Англією незалежності в 1975, використання португальської місцевими жителями не зменшилося, а навпаки, зросло. Цьому процесу безпосередньо сприяв прихід бразильського телебачення з його знаменитими телесеріалами, які транслюються мовою оригіналу досі. Вже за переписом 1983 португальську мову назвали рідною 75% з 2,5-мільйонного населення Луанди.
З початку 1980-х, з приходом масової преси та телебачення, почалося поступове поширення мови в інші міста країни, із заходу на схід. За даними останніх досліджень, понад 90% молоді в столиці розмовляють лише по-португальськи, хоча рідними мовами старшого покоління зазвичай є мови групи банту. Подібна ситуація спостерігається і в інших містах країни, а також у сільській місцевості на заході. Португальська мова в Анголі традиційно спиралася на європейські орфографічні та вимовні норми, але з кінця 1980-х почалося інтенсивне проникнення бразилізмів. Крім того, мова містить значну кількість африканізмів (переважно в розмовній лексиці) з автохтонних мов.